# Rathenauplatz metróállomás
A Rathenauplatz egy metróállomás Németországban, Bajorország második legnagyobb városában, Nürnbergben a Nürnbergi metró U2 és U3 metróvonalán.

## Metróvonalak
Az állomást az alábbi metróvonalak érintik:
- U2
- U3

## Kapcsolódó állomások
A metróállomáshoz az alábbi állomások vannak a legközelebb:
- Wöhrder Wiese (Großreuth bei Schweinau metro station, U3)
- Rennweg (Flughafen, U2)
- Maxfeld (Nordwestring, U3)
- Wöhrder Wiese (Röthenbach, U2)

## Útvonal
| Járat | Útvonal |
| ----- | --- |
| U2    | Röthenbach – Hohe Marter – Schweinau – St. Leonhard – Rothenburger Straße – Plärrer – Opernhaus – Hauptbahnhof – Wöhrder Wiese – Rathenauplatz – Rennweg – Schoppershof – Nordostbahnhof – Herrnhütte – Ziegelstein – Flughafen |
| U3    | Gustav-Adolf-Straße – Sündersbühl – Rothenburger Straße – Plärrer – Opernhaus – Hauptbahnhof – Wöhrder Wiese – Rathenauplatz – Maxfeld – Kaulbachplatz – Friedrich-Ebert-Platz                                                  |